# Albán labdarúgó-szuperkupa
Az Albán labdarúgó-szuperkupa (Hivatalos nevén:Superkupa e Shqipërisë) egy 1989-ben alapított, az Albán labdarúgó-szövetség által kiírt kupa. Tradicionálisan az új idény első meccsét jelenti, s az előző év bajnoka játszik az előző év kupagyőztesével. 
A legsikeresebb csapat a KF Tirana gárdája, tíz győzelemmel.

## Kupadöntők
| Szezon | Dátum                                                                        | Győztes                                                                      | Eredmény                                                                     | Döntős                                                                       |
| ------ | ---------------------------------------------------------------------------- | ---------------------------------------------------------------------------- | ---------------------------------------------------------------------------- | ---------------------------------------------------------------------------- |
| 1989   | 1990. január 11                                                              | Dinamo Tirana                                                                | 2–0                                                                          | KF Tirana                                                                    |
| 1990   | 1991. január 11.                                                             | Flamurtari Vlorë                                                             | 3–3 (h.u.) 5–4 (b.u.)                                                        | Dinamo Tirana                                                                |
| 1991   | 1992. január 11.                                                             | Flamurtari Vlorë                                                             | 1–0                                                                          | Partizani Tirana                                                             |
| 1992   | 1993. január 10.                                                             | KF Elbasani                                                                  | 3–2 (h.u.)                                                                   | Vllaznia Shkodër                                                             |
| 1993   | Nem rendeztek döntőt, a Partizani Tirana nyerte a bajnokságot és a kupát is. | Nem rendeztek döntőt, a Partizani Tirana nyerte a bajnokságot és a kupát is. | Nem rendeztek döntőt, a Partizani Tirana nyerte a bajnokságot és a kupát is. | Nem rendeztek döntőt, a Partizani Tirana nyerte a bajnokságot és a kupát is. |
| 1994   | 1995. január 8.                                                              | KF Tirana                                                                    | 1–0                                                                          | Teuta Durrës                                                                 |
| 1995   | A döntőt a KF Tirana és a Teuta Durrës között nem rendezték meg.             | A döntőt a KF Tirana és a Teuta Durrës között nem rendezték meg.             | A döntőt a KF Tirana és a Teuta Durrës között nem rendezték meg.             | A döntőt a KF Tirana és a Teuta Durrës között nem rendezték meg.             |
| 1996   | Nem rendeztek döntőt, a KF Tirana nyerte a bajnokságot és a kupát is.        | Nem rendeztek döntőt, a KF Tirana nyerte a bajnokságot és a kupát is.        | Nem rendeztek döntőt, a KF Tirana nyerte a bajnokságot és a kupát is.        | Nem rendeztek döntőt, a KF Tirana nyerte a bajnokságot és a kupát is.        |
| 1997   | A döntőt a KF Tirana és a Partizani Tirana között nem rendezték meg.         | A döntőt a KF Tirana és a Partizani Tirana között nem rendezték meg.         | A döntőt a KF Tirana és a Partizani Tirana között nem rendezték meg.         | A döntőt a KF Tirana és a Partizani Tirana között nem rendezték meg.         |
| 1998   | 1999. január 9.                                                              | Vllaznia Shkodër                                                             | 1–1 (h.u.) 5–4 (b.u.)                                                        | Apolonia Fier                                                                |
| 1999   | Nem rendeztek döntőt, a KF Tirana nyerte a bajnokságot és a kupát is.        | Nem rendeztek döntőt, a KF Tirana nyerte a bajnokságot és a kupát is.        | Nem rendeztek döntőt, a KF Tirana nyerte a bajnokságot és a kupát is.        | Nem rendeztek döntőt, a KF Tirana nyerte a bajnokságot és a kupát is.        |
| 2000   | 2001. január 13.                                                             | KF Tirana                                                                    | 1–0                                                                          | Teuta Durrës                                                                 |
| 2001   | 2001. szeptember 15.                                                         | Vllaznia Shkodër                                                             | 2–1                                                                          | KF Tirana                                                                    |
| 2002   | 2002. szeptember 14.                                                         | KF Tirana                                                                    | 6–0                                                                          | Dinamo Tirana                                                                |
| 2003   | 2003. augusztus 16.                                                          | KF Tirana                                                                    | 3–0                                                                          | Dinamo Tirana                                                                |
| 2004   | 2004. augusztus 17.                                                          | Partizani Tirana                                                             | 2–0                                                                          | KF Tirana                                                                    |
| 2005   | 2005. augusztus 21.                                                          | KF Tirana                                                                    | 0–0 (h.u.) 5–4 (b.u.)                                                        | Teuta Durrës                                                                 |
| 2006   | 2006. augusztus 22.                                                          | KF Tirana                                                                    | 2–0                                                                          | KF Elbasani                                                                  |
| 2007   | 2007. augusztus 23.                                                          | KF Tirana                                                                    | 4–2                                                                          | Besa Kavajë                                                                  |
| 2008   | 2008. augusztus 24.                                                          | Dinamo Tirana                                                                | 2–0                                                                          | Vllaznia Shkodër                                                             |
| 2009   | 2009. augusztus 16.                                                          | KF Tirana                                                                    | 1–0                                                                          | Flamurtari Vlorë                                                             |
| 2010   | 2010. augusztus 16.                                                          | Besa Kavajë                                                                  | 3–1                                                                          | Dinamo Tirana                                                                |
| 2011   | 2011. augusztus 18.                                                          | KF Tirana                                                                    | 1–0                                                                          | Skënderbeu Korçë                                                             |
| 2012   | 2012. augusztus 19.                                                          | KF Tirana                                                                    | 2–1                                                                          | Skënderbeu Korçë                                                             |
| 2013   | 2013. augusztus 18.                                                          | Skënderbeu Korçë                                                             | 1–1 (h.u.) 4–3 (b.u.)                                                        | KF Laçi                                                                      |
| 2014   | 2014. augusztus 17.                                                          | Skënderbeu Korçë                                                             | 1–0                                                                          | Flamurtari Vlorë                                                             |
| 2015   | 2015. augusztus 12.                                                          | KF Laçi                                                                      | 2–2 (h.u.) 8–7 (b.u.)                                                        | Skënderbeu Korçë                                                             |

- h.u. – hosszabbítás után
- b.u. – büntetők után

## Statisztika

### Győzelmek száma klubonként
| Csapat           | Győztes                                                         | Döntős                     |
| ---------------- | --------------------------------------------------------------- | -------------------------- |
| KF Tirana        | 10 (1994, 2000, 2002, 2003, 2005, 2006, 2007, 2009, 2011, 2012) | 3 (1989, 2001, 2004)       |
| Dinamo Tirana    | 2 (1989, 2008)                                                  | 4 (1990, 2002, 2003, 2010) |
| Skënderbeu Korçë | 2 (2013, 2014)                                                  | 3 (2011, 2012, 2015)       |
| Flamurtari Vlorë | 2 (1990, 1991)                                                  | 2 (2009, 2014)             |
| Vllaznia Shkodër | 2 (1998, 2001)                                                  | 2 (1992, 2008)             |
| Elbasani         | 1 (1992)                                                        | 1 (2006)                   |
| Partizani Tirana | 1 (2004)                                                        | 1 (1991)                   |
| Besa Kavajë      | 1 (2010)                                                        | 1 (2007)                   |
| KF Laçi          | 1 (2015)                                                        | 1 (2013)                   |
| Teuta Durrës     | –                                                               | 3 (1994, 2000, 2005)       |
| Apolonia Fier    | –                                                               | 1 (1998)                   |